# Balgö
Balgö er en ø og et naturreservat i Skagerrak, der ligger ud for Tångaberg i Lindberg sogn, Varbergs kommun, Sverige og er med sine 250 hektar landområde den største af Hallands øer (naturrservatet er i alt 2.200 hektar). Til Balgö regnes et antal mindre øer, blandt andre sælreservatene Stora og Lilla Både.
Her findes fortidsminder, geologisk interessante områder og et rigt fugleliv. 135 arter af lav er fundet på Balgö, som også har den største bestand af strandtudser i Halland. Dele af reservatet er et fuglebeskyttelsesområde, og der er forbud mod adgang mellem 1. april og 31. juli.
Øen er blevet brugt som græsningsområde for får og køer. 